# Eastleach Martin
Eastleach Martin eller Burthorpe är en by i civil parish Eastleach, i distriktet Cotswold, i grevskapet Gloucestershire i England. Byn är belägen 18 km från Cirencester. Eastleach Martin var en civil parish fram till 1935 när blev den en del av Eastleach. Civil parish hade 131 invånare år 1931. Byn nämndes i Domedagsboken (Domesday Book) år 1086, och kallades då Lec(c)e.